# Dasyatis laosensis
Cá đuối nước ngọt Mê Kông, Dasyatis laosensis, là một loài cá đuối thuộc họ Dasyatidae, chỉ giới hạn ở sông Mekong và sông Chao Phraya ở Lào và Thái Lan. Cá này có kích thước 62 cm (24 in). Chúng được đánh giá là loài bị đe dọa bởi IUCN bởi nạn đánh bắt quá mức và xuống cấp môi trường sống'